# Phoenix Sky Harbor International Airport

i7
i11
i13
Der Phoenix Sky Harbor International Airport (IATA-Code: PHX, ICAO-Code: KPHX) ist einer von vier Flughäfen der Stadt Phoenix und Arizonas wichtigster Flughafen. Er ist eines der größten Luftfahrt-Drehkreuze im Südwesten der Vereinigten Staaten und lag im Jahr 2023 gemessen am Fluggastaufkommen auf Platz 14 der größten US-amerikanischen Flughäfen, weltweit lag er auf Platz 33.
Das General Aviation Terminal (GAT) des Flughafens ist unter anderem eines von acht Servicezentren für die Medevac-Fluggesellschaft Air Evac.

## Lage und Verkehrsanbindung
Der Phoenix Sky Harbor International Airport liegt sieben Kilometer östlich des Stadtzentrums von Phoenix. Er ist direkt mit der westlich des Flughafens verlaufenden Interstate 10 und der östlich des Flughafens verlaufenden Arizona State Route 143 verbunden. Daneben verlaufen die Interstate 10, die Interstate 17 und der U.S. Highway 60 auf einer gemeinsamen Trasse südwestlich des Flughafens.
Der Phoenix Sky Harbor International Airport wird durch Busse und einen Peoplemover in den öffentlichen Personennahverkehr eingebunden. Die Valley Metro Route 13 verbindet den Flughafen regelmäßig mit dem Stadtzentrum. Des Weiteren wird der Flughafen durch den Peoplemover PHX Sky Train an die 44th Street/Washington Station der Valley Metro Rail und an weitere Buslinien angebunden.

## Geschichte
Im Jahr 1928 erwarb die Fluggesellschaft Scenic Airways ein Stück Land in der Wüste nahe der Stadt Phoenix. Noch im gleichen Jahr wurde der erste Flug durchgeführt. Nach der Fertigstellung der ersten Gebäude wurde der Flughafen 1929 offiziell eingeweiht. Aufgrund der Großen Depression gab man den Flughafen im Oktober 1929 wieder auf und verkaufte ihn an das Unternehmen Acme Investment. Am 16. Juli 1935 kaufte die Stadt Phoenix den Flughafen.
1952 wurde das später als Terminal 1 bezeichnete Gebäude eröffnet. Im April 1962 wurde das Terminal 2 mit 19 Flugsteigen eröffnet. Von 1976 bis Oktober 1979 wurde das Terminal 3 mit 23 Flugsteigen sowie einem Parkhaus errichtet. 1983 nahm die Fluggesellschaft America West den Betrieb auf und nutzte den Phoenix Sky Harbor International Airport als Drehkreuz. Von Oktober 1989 bis November 1990 wurde das Terminal 4 errichtet, zum Zeitpunkt der Eröffnung verfügte es über fünf Concourses. 1990 oder 1991 wurde das Terminal 1 abgerissen. 1997 wurde das Terminal 3 umgebaut. 1998 wurde das Terminal 4 um einen sechsten Concourse erweitert, zwei Jahre später wurde die dritte Start- und Landebahn 07R/25L in Betrieb genommen. Im März 2005 wurde ein siebter Concourse im Terminal 4 eröffnet. Im gleichen Jahr übernahm America West US Airways, der Flughafen wurde so zum Drehkreuz der neuen US Airways. Im Jahr 2007 wurde das Terminal 1 umgebaut, außerdem wurde im gleichen Jahr ein neuer, zwischen 96 und 99 Meter hoher Kontrollturm in Betrieb genommen.
2008 nahm die Valley Metro Rail ihren Betrieb auf, anschließend verbanden Shuttlebusse den Flughafen mit einer Haltestelle. Am 8. April 2013 wurde ein erster Abschnitt des Peoplemovers PHX Sky Train eröffnet, im Dezember 2014 folgte ein weiterer Abschnitt zwischen den Terminals 3 und 4. Mit dem Abschluss der Fusion von American Airlines und US Airways im Jahr 2015 wurde der Phoenix Sky Harbor International Airport zu einem Drehkreuz von American Airlines. 2020 wurde eine Modernisierung des Terminal 3 abgeschlossen. Das Terminal 2 wurde am 4. Februar 2020 geschlossen. Im Juni 2022 wurde ein achter Concourse im Terminal 4 eröffnet. Am 20. Dezember 2022 wurde ein weiterer Abschnitt des PHX Sky Train eröffnet.

## Flughafenanlagen
Der Phoenix Sky Harbor International Airport hat eine Fläche von 1376 Hektar.

### Start- und Landebahnen
Der Phoenix Sky Harbor International Airport hat drei Start- und Landebahnen. Die nördliche Start- und Landebahn 08/26 ist die längste des Flughafens. Sie ist 3502 Meter lang und 46 Meter breit. Die mittlere Start- und Landebahn 07L/25R ist 3139 Meter lang und 46 Meter breit. Die südliche Start- und Landebahn 07R/25L ist 2377 Meter lang und 46 Meter breit. Alle Start- und Landebahnen sind mit einem Belag aus Beton ausgestattet.

### Passagierterminals
Der Phoenix Sky Harbor International Airport hat zwei Passagierterminals. Daneben werden auch Flüge von JSX im privaten Jackson Jet Center abgefertigt.

#### Terminal 3
Das Terminal 3 ist nach dem ehemaligen Senator von Arizona und Präsidentschaftskandidaten John S. McCain III benannt. Es besteht aus zwei Concourses, die die Bezeichnungen E und F tragen. Im Concourse E befinden sich die zehn Flugsteige E1 bis E10. Im Concourse F befinden sich die 15 Flugsteige F1 bis F15. Im Concourse E befindet sich zudem ein United Club, während sich im Concourse F ein Delta Sky Club befindet.
Im Terminal 3 werden die Flüge von Advanced Air, Air Canada, Alaska Airlines, Allegiant Air, Breeze Airways, Contour Airlines, Delta Air Lines, Denver Air Connection, Frontier Airlines, Hawaiian Airlines, Jetblue Airways, Southern Airways Express, Spirit Airlines, Sun Country Airlines und United Airlines abgefertigt.

#### Terminal 4

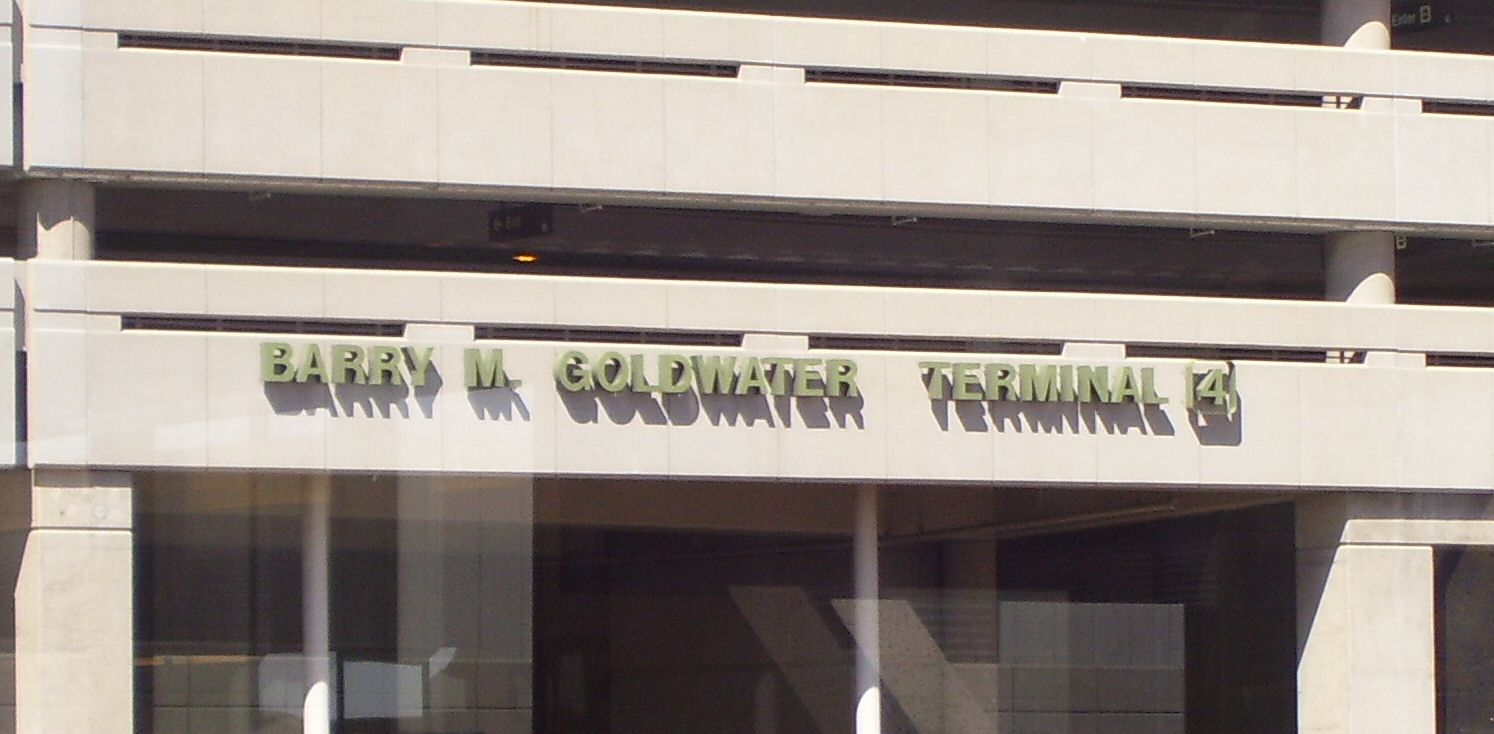
Terminal 4

Das Terminal 4 ist das wichtigste Terminal des Flughafens, in ihm werden mehr als zwei Drittel der Passagiere abgefertigt. Das Terminal ist nach dem ehemaligen Senator von Arizona und Präsidentschaftskandidaten Barry Goldwater benannt. Es besteht aus acht Concourses, die in die Bereiche A, B, C und D unterteilt wird. Insgesamt hat das Terminal 4 94 Flugsteige. Im Concourse B befindet sich zudem ein American Airlines Admirals Club.
Im Terminal 4 werden die Flüge von American Airlines, British Airways, Condor, Lynx Air, Southwest Airlines, Volaris und Westjet Airlines abgefertigt.

### Sonstige Einrichtungen
Im südlichen Teil des Flughafens befindet sich die Goldwater Air National Guard Base der Arizona Air National Guard. Dort ist der mit Boeing KC-135R ausgestattete 161st Refueling Wing stationiert.

## Fluggesellschaften und Ziele
Am Phoenix Sky Harbor International Airport betreibt die Fluggesellschaft American Airlines ein Drehkreuz, daneben dient er Frontier Airlines und Southwest Airlines als Basis. Insgesamt wird der Flughafen von 23 Fluggesellschaften genutzt. American Airlines hat mit 40,8 Prozent den größten Anteil am Fluggastaufkommen, gefolgt von Southwest Airlines mit 34,9 Prozent, Delta Air Lines mit 7,3 Prozent, United Airlines mit 5,8 Prozent, Alaska Airlines mit 3,3 Prozent und Frontier Airlines mit 3,1 Prozent.
Es werden 117 Inlandsziele und 23 internationale Ziele bedient. Im deutschsprachigen Raum wird Frankfurt am Main saisonal von Condor angeflogen.

## Verkehrszahlen
| Verkehrszahlen des Phoenix Sky Harbor International Airport 1951–2022 | Verkehrszahlen des Phoenix Sky Harbor International Airport 1951–2022 | Verkehrszahlen des Phoenix Sky Harbor International Airport 1951–2022 | Verkehrszahlen des Phoenix Sky Harbor International Airport 1951–2022 | Verkehrszahlen des Phoenix Sky Harbor International Airport 1951–2022 | Verkehrszahlen des Phoenix Sky Harbor International Airport 1951–2022 | Verkehrszahlen des Phoenix Sky Harbor International Airport 1951–2022 |
| Jahr                                                                  | Fluggastaufkommen                                                     | Fluggastaufkommen                                                     | Fluggastaufkommen                                                     | Luftfracht (Tonnen)                                                   | Luftpost (Tonnen)                                                     | Flugbewegungen (mit Militär)                                          |
| Jahr                                                                  | National                                                              | International                                                         | Gesamt                                                                | Luftfracht (Tonnen)                                                   | Luftpost (Tonnen)                                                     | Flugbewegungen (mit Militär)                                          |
| --------------------------------------------------------------------- | --------------------------------------------------------------------- | --------------------------------------------------------------------- | --------------------------------------------------------------------- | --------------------------------------------------------------------- | --------------------------------------------------------------------- | --------------------------------------------------------------------- |
| 2022                                                                  | 42.288.212                                                            | 2.109.642                                                             | 44.397.854                                                            | 353.378                                                               | 27.863                                                                | 418.856                                                               |
| 2021                                                                  | 37.601.636                                                            | 1.245.482                                                             | 38.847.118                                                            | 373.151                                                               | 31.721                                                                | 408.285                                                               |
| 2020                                                                  | 21.149.493                                                            | 779.215                                                               | 21.928.708                                                            | 359.991                                                               | 21.406                                                                | 310.324                                                               |
| 2019                                                                  | 44.176.170                                                            | 2.112.167                                                             | 46.288.337                                                            | 328.571                                                               | 28.073                                                                | 438.891                                                               |
| 2018                                                                  | 42.792.182                                                            | 2.151.504                                                             | 44.943.686                                                            | 321.018                                                               | 34.655                                                                | 434.252                                                               |
| 2017                                                                  | 41.844.597                                                            | 2.077.073                                                             | 43.921.670                                                            | 307.694                                                               | 37.752                                                                | 430.968                                                               |
| 2016                                                                  | 41.392.701                                                            | 1.990.827                                                             | 43.383.528                                                            | 289.527                                                               | 32.436                                                                | 440.643                                                               |
| 2015                                                                  | 41.726.031                                                            | 2.277.809                                                             | 44.003.840                                                            | 240.405                                                               | 41.747                                                                | 440.411                                                               |
| 2014                                                                  | 39.836.667                                                            | 2.269.178                                                             | 42.105.845                                                            | 241.470                                                               | 42.325                                                                | 430.461                                                               |
| 2013                                                                  | 38.112.865                                                            | 2.228.749                                                             | 40.341.614                                                            | 245.201                                                               | 30.899                                                                | 436.184                                                               |
| 2012                                                                  | 38.198.308                                                            | 2.250.624                                                             | 40.448.932                                                            | 239.647                                                               | 34.013                                                                | 450.204                                                               |
| 2011                                                                  | 38.336.246                                                            | 2.256.049                                                             | 40.592.295                                                            | 230.384                                                               | 42.008                                                                | 461.989                                                               |
| 2010                                                                  | 36.409.190                                                            | 2.145.340                                                             | 38.554.530                                                            | 216.843                                                               | 33.885                                                                | 449.351                                                               |
| 2009                                                                  | 35.954.554                                                            | 1.870.428                                                             | 37.824.982                                                            | 195.867                                                               | 27.842                                                                | 457.207                                                               |
| 2008                                                                  | 38.038.386                                                            | 1.852.807                                                             | 39.891.193                                                            | 217.059                                                               | 33.376                                                                | 502.499                                                               |
| 2007                                                                  | 40.435.082                                                            | 1.749.433                                                             | 42.184.515                                                            | 227.135                                                               | 27.348                                                                | 539.211                                                               |
| 2006                                                                  | 39.694.593                                                            | 1.741.905                                                             | 41.436.498                                                            | 249.584                                                               | 37.273                                                                | 546.510                                                               |
| 2005                                                                  | 39.453.704                                                            | 1.761.638                                                             | 41.215.342                                                            | 262.597                                                               | 39.752                                                                | 563.536                                                               |
| 2004                                                                  | 37.969.936                                                            | 1.534.387                                                             | 39.504.323                                                            | 271.430                                                               | 31.023                                                                | 546.841                                                               |
| 2003                                                                  | 36.037.017                                                            | 1.386.579                                                             | 37.423.596                                                            | 260.985                                                               | 27.487                                                                | 541.768                                                               |
| 2002                                                                  | 34.345.459                                                            | 1.201.973                                                             | 35.547.432                                                            | 268.982                                                               | 30.024                                                                | 545.771                                                               |
| 2001                                                                  | 34.338.564                                                            | 1.098.487                                                             | 35.437.051                                                            | 221.506                                                               | 61.887                                                                | 553.310                                                               |
| 2000                                                                  | 35.073.779                                                            | 970.502                                                               | 36.044.281                                                            | 243.554                                                               | 96.867                                                                | 579.816                                                               |
| 1999                                                                  | 32.737.732                                                            | 735.184                                                               | 33.472.916                                                            | 237.306                                                               | 94.309                                                                | 560.220                                                               |
| 1998                                                                  | -                                                                     | -                                                                     | 31.769.113                                                            | -                                                                     | -                                                                     | 537.822                                                               |
| 1997                                                                  | -                                                                     | -                                                                     | 30.677.210                                                            | -                                                                     | -                                                                     | 518.898                                                               |
| 1996                                                                  | -                                                                     | -                                                                     | 30.411.852                                                            | -                                                                     | -                                                                     | 526.648                                                               |
| 1995                                                                  | -                                                                     | -                                                                     | 27.856.195                                                            | -                                                                     | -                                                                     | 514.079                                                               |
| 1994                                                                  | -                                                                     | -                                                                     | 25.626.132                                                            | -                                                                     | -                                                                     | 490.015                                                               |
| 1993                                                                  | -                                                                     | -                                                                     | 23.621.781                                                            | -                                                                     | -                                                                     | 473.380                                                               |
| 1992                                                                  | -                                                                     | -                                                                     | 22.118.399                                                            | -                                                                     | -                                                                     | 492.739                                                               |
| 1991                                                                  | -                                                                     | -                                                                     | 22.140.437                                                            | -                                                                     | -                                                                     | 496.244                                                               |
| 1990                                                                  | -                                                                     | -                                                                     | 21.718.068                                                            | -                                                                     | -                                                                     | 498.752                                                               |
| 1989                                                                  | -                                                                     | -                                                                     | 20.714.059                                                            | -                                                                     | -                                                                     | 484.940                                                               |
| 1988                                                                  | -                                                                     | -                                                                     | 19.178.100                                                            | -                                                                     | -                                                                     | 464.169                                                               |
| 1987                                                                  | -                                                                     | -                                                                     | 17.723.046                                                            | -                                                                     | -                                                                     | 438.439                                                               |
| 1986                                                                  | -                                                                     | -                                                                     | 15.556.994                                                            | -                                                                     | -                                                                     | 418.106                                                               |
| 1985                                                                  | -                                                                     | -                                                                     | 13.422.764                                                            | -                                                                     | -                                                                     | 397.522                                                               |
| 1984                                                                  | -                                                                     | -                                                                     | 10.801.658                                                            | -                                                                     | -                                                                     | 399.299                                                               |
| 1983                                                                  | -                                                                     | -                                                                     | 8.605.408                                                             | -                                                                     | -                                                                     | 346.784                                                               |
| 1982                                                                  | -                                                                     | -                                                                     | 7.491.516                                                             | -                                                                     | -                                                                     | 348.734                                                               |
| 1981                                                                  | -                                                                     | -                                                                     | 6.641.750                                                             | -                                                                     | -                                                                     | 350.184                                                               |
| 1980                                                                  | -                                                                     | -                                                                     | 6.585.854                                                             | -                                                                     | -                                                                     | 376.421                                                               |
| 1979                                                                  | -                                                                     | -                                                                     | 7.021.985                                                             | -                                                                     | -                                                                     | 392.371                                                               |
| 1978                                                                  | -                                                                     | -                                                                     | 5.931.860                                                             | -                                                                     | -                                                                     | 390.653                                                               |
| 1977                                                                  | -                                                                     | -                                                                     | 4.984.653                                                             | -                                                                     | -                                                                     | 429.703                                                               |
| 1976                                                                  | -                                                                     | -                                                                     | 4.414.625                                                             | -                                                                     | -                                                                     | 421.097                                                               |
| 1975                                                                  | -                                                                     | -                                                                     | 3.964.942                                                             | -                                                                     | -                                                                     | 430.369                                                               |
| 1974                                                                  | -                                                                     | -                                                                     | 3.962.988                                                             | -                                                                     | -                                                                     | 422.044                                                               |
| 1973                                                                  | -                                                                     | -                                                                     | 3.776.725                                                             | -                                                                     | -                                                                     | 361.386                                                               |
| 1972                                                                  | -                                                                     | -                                                                     | 3.365.122                                                             | -                                                                     | -                                                                     | 349.960                                                               |
| 1971                                                                  | -                                                                     | -                                                                     | 3.000.707                                                             | -                                                                     | -                                                                     | 339.654                                                               |
| 1970                                                                  | -                                                                     | -                                                                     | 2.871.958                                                             | -                                                                     | -                                                                     | 344.938                                                               |
| 1969                                                                  | -                                                                     | -                                                                     | 2.795.212                                                             | -                                                                     | -                                                                     | 347.864                                                               |
| 1968                                                                  | -                                                                     | -                                                                     | 2.515.326                                                             | -                                                                     | -                                                                     | 353.376                                                               |
| 1967                                                                  | -                                                                     | -                                                                     | 2.236.637                                                             | -                                                                     | -                                                                     | 379.528                                                               |
| 1966                                                                  | -                                                                     | -                                                                     | 1.943.336                                                             | -                                                                     | -                                                                     | 335.507                                                               |
| 1965                                                                  | -                                                                     | -                                                                     | 1.594.895                                                             | -                                                                     | -                                                                     | 298.439                                                               |
| 1964                                                                  | -                                                                     | -                                                                     | 1.411.912                                                             | -                                                                     | -                                                                     | 299.652                                                               |
| 1963                                                                  | -                                                                     | -                                                                     | 1.247.684                                                             | -                                                                     | -                                                                     | 288.207                                                               |
| 1962                                                                  | -                                                                     | -                                                                     | 1.090.953                                                             | -                                                                     | -                                                                     | 274.898                                                               |
| 1961                                                                  | -                                                                     | -                                                                     | 920.096                                                               | -                                                                     | -                                                                     | 288.587                                                               |
| 1960                                                                  | -                                                                     | -                                                                     | 857.318                                                               | -                                                                     | -                                                                     | 294.840                                                               |
| 1959                                                                  | -                                                                     | -                                                                     | 783.115                                                               | -                                                                     | -                                                                     | 324.297                                                               |
| 1958                                                                  | -                                                                     | -                                                                     | 658.889                                                               | -                                                                     | -                                                                     | 310.400                                                               |
| 1957                                                                  | -                                                                     | -                                                                     | 581.087                                                               | -                                                                     | -                                                                     | 264.790                                                               |
| 1956                                                                  | -                                                                     | -                                                                     | 495.268                                                               | -                                                                     | -                                                                     | 235.748                                                               |
| 1955                                                                  | -                                                                     | -                                                                     | 442.587                                                               | -                                                                     | -                                                                     | 212.336                                                               |
| 1954                                                                  | -                                                                     | -                                                                     | 365.545                                                               | -                                                                     | -                                                                     | 165.334                                                               |
| 1953                                                                  | -                                                                     | -                                                                     | 325.311                                                               | -                                                                     | -                                                                     | 139.641                                                               |
| 1952                                                                  | -                                                                     | -                                                                     | 296.066                                                               | -                                                                     | -                                                                     | 167.609                                                               |
| 1951                                                                  | -                                                                     | -                                                                     | 240.786                                                               | -                                                                     | -                                                                     | 166.465                                                               |

### Verkehrsreichste Strecken
| Rang | Stadt                             | Passagiere | Fluggesellschaft                                  |
| ---- | --------------------------------- | ---------- | ------------------------------------------------- |
| 01   | Denver, Colorado                  | 1.089.910  | American, Frontier, Southwest, United             |
| 02   | Seattle, Washington               | 833.080    | Alaska, American, Delta, Frontier, Southwest      |
| 03   | Las Vegas, Nevada                 | 823.710    | American, Frontier, JSX, Southwest, Spirit        |
| 04   | Chicago–O'Hare, Illinois          | 784.160    | American, Southwest, Spirit, United               |
| 05   | Los Angeles, Kalifornien          | 722.920    | American, Delta, Southwest, United                |
| 06   | Dallas/Fort Worth, Texas          | 665.080    | American, Frontier, Spirit                        |
| 07   | San Diego, Kalifornien            | 639.020    | American, Frontier, JSX, Southwest, United        |
| 08   | Minneapolis/Saint Paul, Minnesota | 632.330    | American, Delta, Frontier, Southwest, Sun Country |
| 09   | Salt Lake City, Utah              | 555.370    | American, Delta, Frontier, Southwest              |
| 10   | Atlanta, Georgia                  | 546.620    | American, Delta, Frontier, Southwest              |

## Zwischenfälle
- Am 19. März 1951 kam es mit einer Lockheed L-749 Constellation der US-amerikanischen Trans World Airlines (TWA) (Luftfahrzeugkennzeichen N91202) auf dem Flughafen Phoenix zu einer Bauchlandung. Die Piloten hatten vergessen, das Fahrwerk auszufahren. Alle 34 Insassen überlebten.[24]

- Am 9. März 1973 vergaßen die Piloten einer HFB 320 Hansa Jet der US-amerikanischen Golden West Airlines (N320MC), vor der Landung auf dem Flughafen Phoenix Sky Harbor das Fahrwerk auszufahren. Demzufolge kam es zu einer Bauchlandung. Alle 9 Insassen, beide Besatzungsmitglieder und 7 Passagiere, überlebten den Unfall. Das Flugzeug wurde irreparabel beschädigt.[25]